# Rosensdorf
Rosensdorf ist ein Wohnplatz der Gemeinde Lenzerwische des Amtes Lenzen-Elbtalaue im Landkreis Prignitz in Brandenburg.

## Geografie
Der Ort liegt einen Kilometer nordwestlich von Wootz, dem Sitz der Gemeinde Lenzerwische und neun Kilometer westsüdwestlich von Lenzen (Elbe), dem Sitz des Amtes Lenzen-Elbtalaue. Die Ortslage befindet sich auf der Gemarkung von Kietz.
Nachbarorte sind Polz im Norden, Breetz, Seedorf und Bäckern im Nordosten, Mödlich und Vietze im Osten, Wootz und Klein Wootz im Südosten, Kietz im Südwesten, sowie Unbesandten im Nordwesten.

## Geschichte

### 15. und 16. Jahrhundert
Das Dorf in der Lenzerwische wurde 1472 erstmals als wust Rosendorpe urkundlich erwähnt. Weitere Schreibweisen waren zu Rosenstorp im Jahr 1491, Rosemstorp im Jahr 1541 und Rulstorp, Rosestorff im Jahr 1558. Experten vermuten, dass der Ort zeitweise wüst gefallen sein könnte. Er gehörte von vor 1472 bis 1872 zum Gut Kietz in der Lenzerwische, das bis 1777 den von Wenckstern gehörte und im genannten Jahr an die Familie von Clermont fiel, die es bis 1794 hielten. Weitere Besitzer waren die von Jagow zu Rühstädt (1794–1808), Graf von der Schulenburg (1808–1846) und ab 1846 der Graf von Königsmark zu Berlitt und Kötzlin. Die von Wenckstern hielten 1472 die Ober- und Untergerichtsbarkeit sowie den Zehnten. Im Jahr 1491 erhielten die von Wenckstern sechs Wispel Hafer ohne sechs Scheffel sowie den Zehnten von einem Hof.
Eine Erwähnung 1502 nannte die Ortschaft Rosenszdorff. Im Jahr 1597 wohnten im Dorf neun Hufner und drei Kossäten. In dieser Zeit waren die Bewohner seit 1558 in die Kapelle von Groß Wootz eingekircht. Der Pfarrer erhielt 6 Scheffel Gerste.

### 17. Jahrhundert
Im Jahr 1647 war das Dorf sechs Hufen groß; hinzu kam ein nicht näher definiertes Land, das der Schulze bewirtschaftet. Eine Statistik von 1652 führte für Rosensdorf drei Hufner und vier Kossäten auf. Ein Rittersitz der von Wenckstern ist ab 1684 überliefert, der zwei Jahre später jedoch bereits wieder aus den Akten verschwunden war. Die Flächen wurden vielmehr von einem Landschulzen bewirtschaftet, der das Land bereiten musste und daher von der Pflege der Deiche befreit war. Zwei Hufner bewirtschafteten je eine Hufe, sechs Halbhufner (darunter auch der Landschulze) hatten je ½ Hufe zur Verfügung. Im Dorf lebten außerdem zwei Kossäten, vier Kötter (ohne Acker, darunter ein Leineweber) sowie zwei kleine Stellen ohne Land. Eine weitere Stelle war mit einem Haus ohne Acker ausgestattet. Auf insgesamt fünf Hufen wurden insgesamt 6 Wispel 16 Scheffel 2 Viertel Aussaat ausgebracht. Den Bewohnern war es von der Obrigkeit verboten worden, in der Elbe zu fischen. Sie besaßen außerdem kein Brennholz, durften keine Schweine mästen, aber Wiesen bewirtschaften, Vieh und Schafe hüten. Wasser aus der Elbe beeinträchtigte die landwirtschaftlich genutzten Flächen. Dieser Umstand schlug sich in einem niedrigeren Steuersatz nieder.

### 18. Jahrhundert
Eine Statistik aus dem Jahr 1719 führte auf: zwei Hufner, sechs Kossäten und sechs Kötter. Im Jahr 1735 waren es zwei Bauern, sechs Kossäten, neun Häuslinge und ein Schneider. Im Dorf lebten im Jahr 1745 der Lehnschulze, sieben Bauern, zwei Kossäten und vier Kötter. In einer weiteren Statistik aus dem Jahr 1760 wurden zwei Hufner, sechs Kossäten und sechs Kötter erwähnt. Die Fläche blieb in dieser Zeit mit fünf Hufen gleich groß. Im Jahr 1791 lebten in Rosensdorf zwei Bauern, fünf Halbbauern, ein Kossät, zwei Büdner, sieben Hausleute und ein Krüger, die in Summe 15 Feuerstellen (= Haushalte) betrieben.

### 19. Jahrhundert
Um 1800 gehörte der Ort zum Lenzenschen Kreis in der Provinz Prignitz; ein Teil der Kurmark der Mark Brandenburg. Im Jahr 1801 lebten im Dorf der Lehnschulze, zwei Ganzbauern, vier Halbbauern, ein Kossät, zwei Büdner und acht Einlieger auf fünf Hufen, auf der wiederum 15 Feuerstellen betrieben wurden. In einer Beschreibung dieser Landschaft aus dem Jahr 1804 wird das fünf Hufen umfassende Dorf Rosensdorf mit insgesamt 131 Einwohnern angegeben und als Besitzer wird der Deichhauptmann von Jagow zu Rühstedt genannt. In dem zur Lenzerwische und damit damals zu Kietz gehörenden Dorf, waren seinerzeit ein Lehnschulze, zwei Ganz- und vier Halbbauern, ein Kossäte, neun Einlieger, zwei Büdner und acht Einlieger tätig. Darüber hinaus waren hier 15 Feuerstellen vorhanden, die Bewohner nach Kiez in der Inspektion Lenzen eingepfarrt und der Adressort war ebenso Lenzen. Eine Statistik von 1819 führte auf: zwei Hufner, sechs Kossäten, sechs Kötter und vier Paar Einlieger. Rosensdorf bestand 1846 aus 17 Wohnhäusern. Die Bewohner nutzten das Dreifeldersystem zum Anbau von Kartoffeln und Getreide (1852). Die Wiesen mussten entwässert werden. Sie hielten Rindvieh, Schafe, Schweine, Pferde und Hühner. Als Nebenerwerb betrieben sie Schifffahrt und nutzten für den Absatz der Produkte die Elbe. Das Dorf war im Jahr 1860 insgesamt 765 Morgen (Mg) groß: 7 Mg Gehöfte, 286 Mg Acker, 276 Mg Wiese, 84 Mg Weide; darauf stand ein öffentliches sowie 19 Wohn- und 10 Wirtschaftsgebäude.

### 20. und 21. Jahrhundert
Zur Jahrhundertwende standen auf 228 Hektar (ha) insgesamt 26 Häuser. Eine Statistik von 1907 führte auf: zwei Vollhufner, fünf Halbhufner, zwei Kossäten, einen Kötter, drei Häusler (darunter einen Maurer), einen Fischermeister, einen Schiffseigner, zwei Steuermänner, eine Wirtschafterin und zwei Altsitzer. Rosensdorf war 1931 Gemeinde mit dem Wohnplatz Kolonie Elbdeich und insgesamt 28 Wohnhäusern. Zum 1. April 1939 wurde das Dorf ein Ortsteil der damaligen Gemeinde Wootz. Seit dem 26. Oktober 2003 ist Rosensdorf ein Wohnplatz der Gemeinde Lenzerwische.

## Bevölkerungsentwicklung
| Jahr      | 1734 | 1772 | 1791 | 1801 | 1817 | 1837 | 1858 | 1871 | 1895 | 1925 |
| Einwohner | 80   | 101  | 118  | 131  | 111  | 117  | 146  | 168  | 163  | 91   |